# Mycroft Holmes
Mycroft Holmes és un personatge fictici creat per Sir Arthur Conan Doyle que apareix a alguns relats de les aventures de Sherlock Holmes, en qualitat del seu germà gran. També té una germana petita, Enola Holmes.
Concretament, Mycroft apareix a "L'intèrpret grec", a "El problema final", a "La casa deshabitada" i a "Els plànols del Bruce-Partington".
Sherlock Holmes no sol fer referències a la seva família, i Watson va quedar sorprès quan un dia el detectiu li comunicà de passada que tenia un germà gran. Va ser a l'aventura de l'intèrpret de grec, quan Mycroft va encomanar un cas al detectiu.
De fet, Holmes va admetre davant de Watson que el seu germà posseïa unes qualitats mentals fins i tot superior a les seves, però en preguntar-li el doctor com era que no es dedicava al món del crim, ell li respongué que no posseïa l'energia i l'ambició necessàries per a aquest ofici. A més, Mycroft té uns horaris molt regulars, que no trenca sota cap circumstància, i si algun cop ho ha de fer, se sent molt molest. Com s'esmenta més amunt, Mycroft no té l'energia del seu germà, i de fet només surt de casa per anar al Diogenes Club (ell n'és un dels fundadors), on s'està la major part del seu temps; i només surt del seu club per anar cap a casa seva.
Mycroft Holmes treballa al Govern Britànic. Homes explicà a Watson que havia començat a treballar al Govern en un càrrec provisional, però que amb al temps s'havia convertit en una peça indispensable per a l'administració del país, gràcies a les grans facultats de la seva ment. Ell és l'única persona capaç de coordinar totes les dades dels diferents ministeris, classificar-les i analitzar-les en conjunt, i donar una resposta o prevenció al primer ministre. Sense ell el primer ministre rebria les dades de cada ministeri per separat, sense ser analitzades globalment.
Holmes afirma a The Adventure of the Bruce-Partington Plans que, de fet, hi ha vegades que el govern "és" Mycroft.